# 장대일
장대일(張大一, 1975년 3월 9일 ~ )은 대한민국의 전 축구 선수이다. 아버지가 영국인이며 1998년 FIFA 월드컵에 출전하였으며, 최초로 국가대표로 발탁된 혼혈인이다.

## 그 외
2004년 MBC에서 방영된 드라마 <조선에서 왔소이다>에 6회(12월 12일)부터 고정출연하며 배우로도 활동한 바 있지만 투입된 지 2회 만에 프로그램이 막을 내렸는데 같은 해 5월 11일 새벽 1시쯤 혈중알코올농도 0.119%의 상태로 강남구 압구정동에서 역삼동까지 약 1km를 달린 혐의 때문에 서울 강남경찰서로부터 구속되어 면허가 취소되는 수모를 당했고 배우 김규리와 한때 열애를 나누기도 했다.